# Grzegorz Lewiński
Grzegorz Lewiński (ur. 27 października 1991) – polski judoka i trener judo.
Były zawodnik UKJ ASzWoj Warszawa (2004-2014). Wicemistrz świata juniorów 2009. Dwukrotny złoty medalista zawodów pucharu Europy seniorów (Tampere 2012, Tampere 2013). Trzykrotny brązowy medalista mistrzostw Polski seniorów (2010, 2011, 2013)  w kategorii do 66 kg. Ponadto m.in. dwukrotny młodzieżowy mistrz Polski (2012, 2013) i mistrz Polski juniorów 2010. Trener w klubie Judo Panda w Warszawie.